# Mix (manga)
Mix es una serie de manga japonesa con temática de béisbol escrita e ilustrada por Mitsuru Adachi. Es una secuela de Touch. Ha sido serializado en la revista de manga shōnen de Shogakukan Monthly Shōnen Sunday desde mayo de 2012. En febrero de 2025, los capítulos se han compilado en veintitrés volúmenes de tankōbon. 
Una adaptación de la serie de televisión de anime de 24 episodios de OLM se transmitió de abril a septiembre de 2019. Una segunda temporada se emitió desde abril a septiembre de 2023.

## Sinopsis
Veintiséis años después de que Tatsuya y Kazuya Uesugi llevaran a la Preparatoria Meisei a su única aparición y campeonato en el National High School Baseball Championship (Koshien), un par de hermanastros muy talentosos, Touma y Souichirou Tachibana, traen la posibilidad de un regreso a Kōshien, mientras aprenden de la herencia deportiva Meisei High de sus padres.

## Personajes

### Principales
Touma Tachibana (立花 投馬 Tachibana Tōma?)
 Seiyū: Yūki Kaji
Souichirou Tachibana (立花 走一郎 Tachibana Sōichirō?)
 Seiyū: Yūma Uchida
Otomi Tachibana (立花 音美 Tachibana Otomi?)
 Seiyū: Maaya Uchida

### Familia Tachibana
Eisuke Tachibana (立花 英介 Tachibana Eisuke?)
 Seiyū: Wataru Takagi
Mayumi Tachibana (立花 真弓 Tachibana Mayumi?)
 Seiyū: Kikuko Inoue
Punch (パンチ Panchi?)
 Seiyū: Noriko Hidaka (joven), Nobuaki Kanemitsu (adulto)
Keiichi Sawai (澤井 圭一 Sawai Keiichi?)
Naoko Tachibana (立花 尚子 Tachibana Naoko?)

### Estudiantes y personal de Meisei
Haruka Ohyama (大山 春夏 Ōyama Haruka?)
 Seiyū: Kana Hanazawa
Gorou Ohyama (大山 吾郎 Ōyama Gorō?)
 Seiyū: Taiten Kusunoki
Shirou Nangou (南郷 四郎 Nangō Shirō?)
 Seiyū: Tsuguo Mogami
Ryou Akai (赤井 遼 Akai Ryō?)
 Seiyū: Koutaro Nishiyama
Arisa Mita (三田 亜里沙 Mita Arisa?)
 Seiyū: Mariya Ise
Ichiban Natsuno (夏野 一番 Natsuno Ichiban?)
 Seiyū: Daiki Kobayashi
Kousaku Koma (駒 耕作 Koma Kōsaku?)
 Seiyū: Jun Konno
Tadashi Imagawa (今川 正 Imagawa Tadashi?)
 Seiyū: Nobuaki Kanemitsu
Kenji Nishiki (錦 研二 Nishiki Kenji?)
Daisuke Nikaidou (二階堂 大輔 Nikaidō Daisuke?)
 Seiyū: Hiroki Yasumoto
Kuroyanagi (黒柳?)
 Seiyū: Kazuaki Itō

## Contenido de la obra

### Manga
Mix está escrito e ilustrado por Mitsuru Adachi. La serie comenzó en la edición de junio de 2012 de la revista Monthly Shōnen Sunday de Shogakukan, lanzada el 12 de mayo de 2012. En mayo de 2020, se anunció que Mix haría una pausa debido a la Pandemia de COVID-19. La serie regresó de su pausa el 12 de octubre de 2020. Shogakukan ha recopilado sus capítulos en volúmenes tankōbon individuales. El primer volumen se publicó el 12 de octubre de 2012. Hasta el 12 de febrero de 2025, se han publicado veintitrés volúmenes.

### Anime
Una adaptación de la serie de televisión de anime se emitió del 6 de abril al 28 de septiembre de 2019 en Nippon TV e ytv. Es producida por OLM, Yomiuri Telecasting Corporation y Shogakukan-Shueisha Productions, la serie está dirigida por Toshinori Watanabe, con Atsuhiro Tomioka a cargo de la composición de la serie, Takao Mai diseñando los personajes y Norihito Sumitomo componiendo la música. Sumika interpreta el primer tema de apertura de la serie "Equal", mientras que Little Glee Monster interpreta el primer tema de cierre de la serie "Kimi ni Todoku Made". Porno Graffiti interpreta el segundo tema de apertura de la serie, mientras que Qyoto interpreta el segundo tema de cierre de la serie. Funimation obtuvo la licencia de la serie fuera de Asia. Tras la adquisición de Crunchyroll por parte de Sony, la serie se trasladó a Crunchyroll obteniendo la licencia de la serie fuera de Asia.
Se anunció una segunda temporada el 6 de agosto de 2022. Tomohiro Kamitani reemplaza a Toshinori Watanabe como director, mientras que el resto del personal principal regresa de la primera temporada. Se estrenó el 1 de abril de 2023. Sumika interpretó el tema de apertura "Starting Over", mientras que Miwa interpretó el tema final "Haru no Oto".